# Une femme, un jour...
Pour plus de détails, voir Fiche technique et Distribution.
Une femme, un jour... est un film français réalisé par Léonard Keigel, sorti en 1977.

## Synopsis
Nicky, « femme libre », tient un stand au Marché aux puces. Caroline, mère de Patrick et en instance de divorce, cherche à travailler. Nicky éprouve à son égard une passion que Caroline finit par contrarier au terme d'une période de vie commune : cette dernière refait sa vie avec un dentiste tandis que Nicky s'abandonne peu à peu au désespoir. 

## Fiche technique
- Titre : Une femme, un jour...
- Réalisation : Léonard Keigel
- Scénario : Simone Bach
- Photographie : Ricardo Aronovitch
- Musique : Carlos Gardel
- Montage : Catherine Peltier
- Son : Alain Curvelier, Jacques Maumont
- Décors : Éric Simon
- Sociétés de production : Filmopublic - Les Films du Guépard
- Directeur de production : Serge Lebeau
- Pays de production :  France
- Format : couleur - Mono - 35 mm
- Durée : 90 minutes
- Date de sortie : 
  - France : 2 février 1977

## Distribution
- Caroline Cellier : Caroline
- Mélane Brevan : Nicky
- Henri Garcin : Jean-Paul
- Gilles Bony : Patrick
- Jean-Luc Bideau : le dentiste
- Gérard Dauzat : Gérard
- Jacqueline Porel
- Michel Fortin
- Léonard Keigel
- Tony Jacquot
- Jean Turlier
- Jean-Pierre Granet
- Rita Maiden